# 栃木県道276号井頭公園線

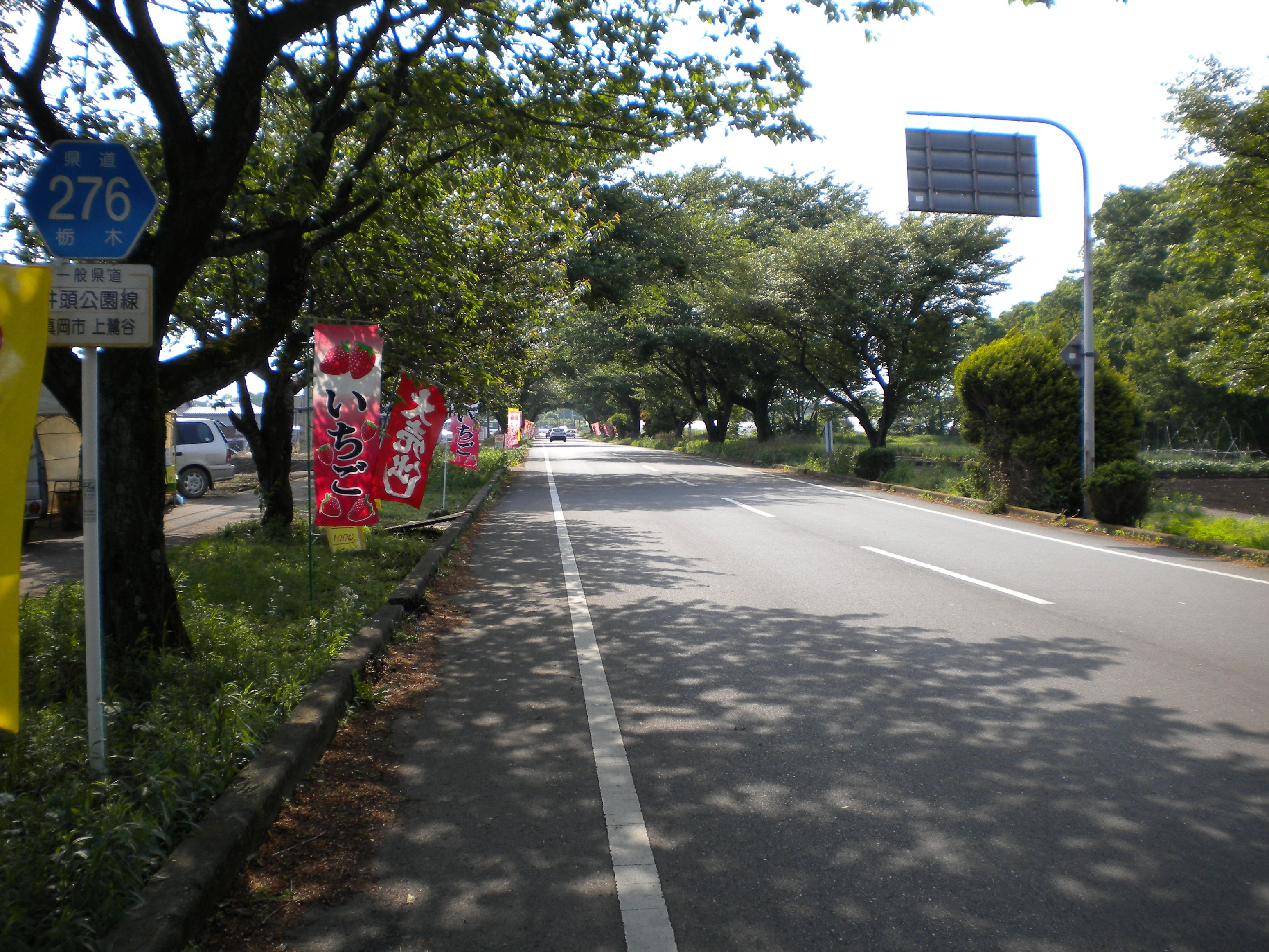
起点付近より終点方向を望む

栃木県道276号井頭公園線（とちぎけんどう276ごう いがしらこうえんせん）は、栃木県真岡市に位置する一般県道である。

## 概要
真岡市北部、栃木県井頭公園から国道121号までを連絡する道路である。本路線のうち西側区間が2009年（平成21年）現在建設中の鬼怒テクノ通り（国道408号真岡宇都宮バイパス）と重複しており、2011年度の全線開通時にはこの区間が鬼怒テクノ通りの本線部に編入される見込みである。

## 路線データ
- 総延長：0.800km
- 起点：栃木県真岡市上鷺谷（栃木県井頭公園）
- 終点：栃木県真岡市下籠谷（井頭公園入口交差点＝国道121号交点）
- 認定：1974年（昭和49年）3月29日

## 歴史
- 1974年（昭和49年）3月29日 - 一般県道井頭県民公園線として認定。
- 2008年（平成20年）4月1日 - 告示改正により現在の路線名に改称。

## 沿線施設
- 栃木県井頭公園